# Bochnia
Bochnia is een stad in het Poolse woiwodschap Klein-Polen, gelegen in de powiat Bocheński. De oppervlakte bedraagt 29,89 km², het inwonertal 29.536 (2005). In Bochnia bevindt zich al eeuwenlang de Bochnia-zoutmijn die in 2013 werd opgenomen op de werelderfgoedlijst van UNESCO.

## Verkeer en vervoer
- Station Bochnia

## Partnersteden
- Kežmarok (Slowakije)

Stadsdistricten:
Krakau (Kraków) · Tarnów · Nowy Sącz

Districten:
Bochnia · Brzesko· Chrzanów · Dąbrowa Tarnowska · Gorlice · Krakau · Limanowa · Miechów · Myślenice · Nowy Sącz · Nowy Targ · Olkusz · Oświęcim · Proszowice · Sucha · Tarnów · Tatra · Wadowice · Wieliczka

Grootste steden:
Bochnia · Chrzanów · Gorlice · Krakau · Nowy Sącz · Nowy Targ · Olkusz · Oświęcim · Tarnów · Zakopane